# Plastique Tiara
Plastique Tiara là nghệ danh của Duc Tran Nguyen, một người biểu diễn drag, vũ công, và người mẫu người Mỹ gốc Việt tham gia trong mùa 11 của RuPaul's Drag Race.

## Tuổi thơ
Duc Tran Nguyen sinh tại Thành phố Hồ Chí Minh, và lớn lên ở Việt Nam. Duc Tran là người nhập cư Mỹ thế hệ đầu tiên, định cư tại Mỹ ở tuổi 11.

## Danh sách đĩa nhạc

### Đĩa đơn
- "Irresistible" (2019)

## Sự nghiệp video

### Truyền hình
- RuPaul's Drag Race (mùa 11)

### Video âm nhạc
- "Irresistible" (2019)